# قره‌قوش علیا
قره‌قوش علیا، روستایی است از توابع بخش صفاییه و در شهرستان خوی استان آذربایجان غربی ایران.

## جمعیت
روستای قره قوش علیا در۴۵ کیلومتری شهرستان خوی از توابع بخش صفائیه با ۵۰ خانوار جمعیت است که ۸ کیلومتر با جاده اصلی خوی - چالدران فاصله دارد و راه اصلی جاده خاکی می‌باشد، این روستا در دهستان سکمن‌آباد قرار داشته و بر اساس سرشماری سال ۱۳۸۵ جمعیت آن ۱۳۹ نفر (۲۹ خانوار)
بوده‌است.

شغل مردم این روستا دامداری است و کشاورزی آن‌ها منحصر به تأمین علوفه برای دام‌ها و کاشت گندم و جو می‌باشد. این روستا با داشتن مراتع ییلاقی مثل قرق، سیتمه، قالاجوق، خزینه و… محل مناسبی برای گردشگری می‌باشد.
این روستا دارای آب آشامیدنی سالم و بهداشتی، برق، تلفن روستایی بوده و از نداشتن راه مناسب آسفالت، مدرسه نوساز، سد آبند قرق، مرکز بهداشت نزدیک در مضیقه شدید بوده که همت مسولان را برای آباد کردن بیشتر روستا طلب می‌کند.
مسجد حضرت ابوالفضل این روستا با اجرای برنامه‌های فرهنگی در طول سال در بالا بردن فرهنگ و معنویت اهالی نقش به سزایی دارد، همه ۵۰ خانوار روستا شیعه بوده و از دوستداران اهل بیت عصمت و طهارت (علیهم السلام) می‌باشند.